# Hypoestes triflora
Hypoestes triflora är en akantusväxtart som först beskrevs av Peter Forsskål, och fick sitt nu gällande namn av Johann Jakob Roemer och Schult.. Hypoestes triflora ingår i släktet Hypoestes och familjen akantusväxter. Utöver nominatformen finns också underarten H. t. pedunculata.

## Bildgalleri

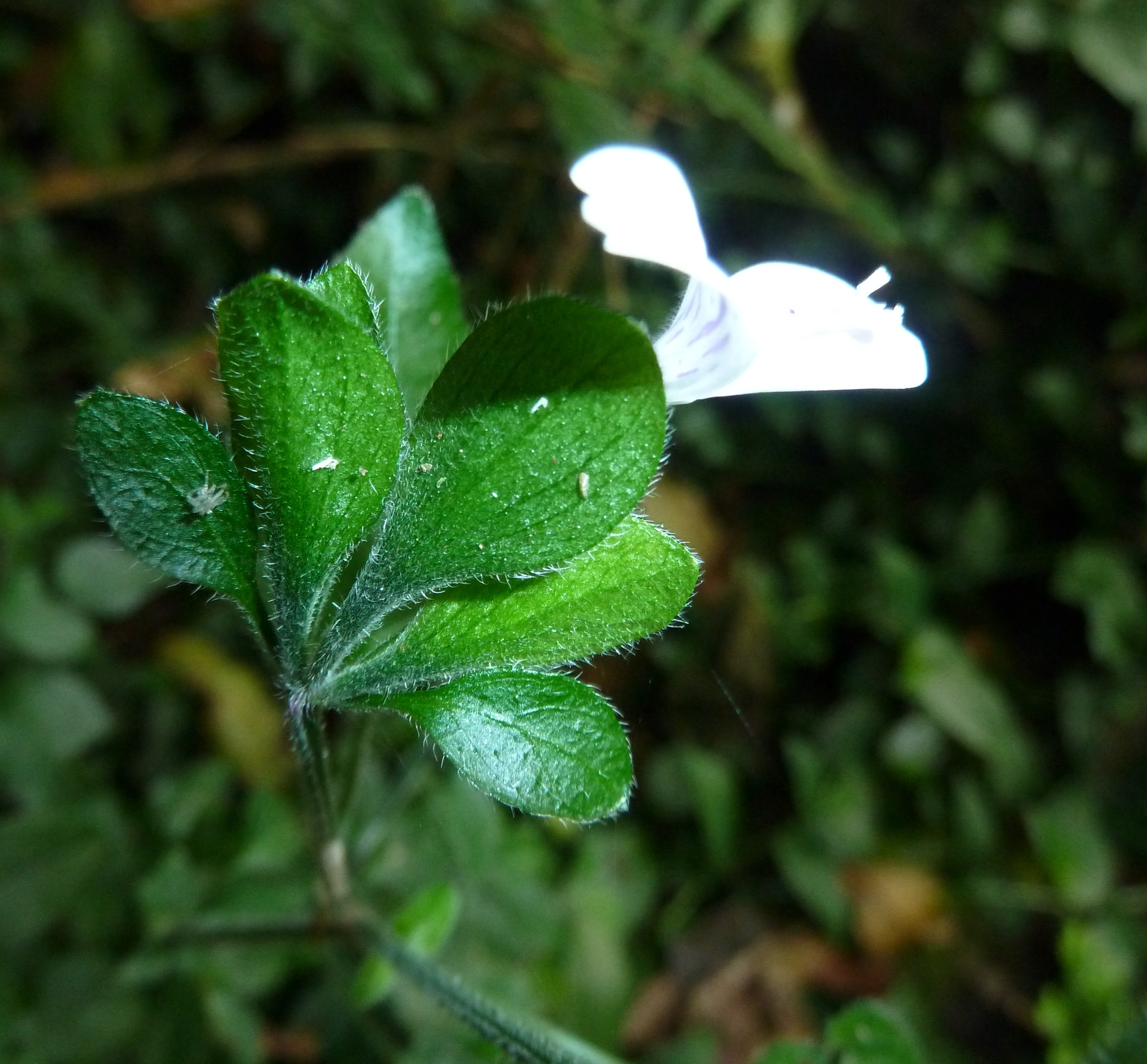